# Yuhong
Yuhong är ett stadsdistrikt i Shenyang i Liaoning-provinsen i nordöstra Kina.